# Echo (2005.)
Echo - američki kratki crno-bijeli film koji je režirao Stephen Hamel. Film obrađuje priču o Narcisu (Keanu Reeves) putem priče o nimfi Eho (Olivia Fougeirol).
Film je premijerno prikazan 30. srpnja 2005. na Internacionalnom filmskom festivalu u Melbourneu.

## Opis
Film obrađuje priču o Narcisu i Eho iz perspektive Eho, koja se zaljubi u egoističnog mladića Narcisa. U filmu je prikazana Eho kako provodi vrijeme sa svojim prijateljicama i snatri o Narcisu. Hera joj oduzme glas i ona sada može samo ponavljati riječi drugih. Narcis je sada više ne čuje, no ona je i dalje zaljubljena u njega.
Film je snimljen na Kreti 1994., na istom mjestu gdje je i nastao mit o Eho. Prikazan je tek 2005. na Internacionalnom filmskom festivalu u Melbourneu. Za to je vrijeme film bio pohranjen u arhivu zbog oštećenja, koje je zatim digitalno uklonjeno.